# Кабанов, Александр Викторович
Александр Викторович Кабано́в (англ. Alexander (Sasha) Kábanov, род. 27 марта 1962, Москва) — российский и американский химик, член-корреспондент РАН с 15 ноября 2019 года по Отделению медицинских наук (медицинская биотехнология). Специалист в области химии полимеров медико-биологического назначения и наномедицины. Цитирование его работ, опубликованных после 1995 года, свыше 47000. Индекс Хирша — 110.

## Биография
Родился 27 марта 1962 года в Москве, в семье В. А. Кабанова. Окончил химический факультет МГУ имени М. В. Ломоносова в 1984 году. В 1987 году защитил кандидатскую диссертацию, а в 1990 докторскую диссертацию в этом же университете на кафедре химической энзимологии. Принадлежит к научным школам И. В. Березина и В. А. Кабанова. Работает в США с 1994 года.
В настоящее время — заслуженный профессор фармацевтического факультета и директор центра нанотехнологий для доставки лекарств университета Северной Каролины, содиректор института наномедицины Каролины, Чапел-Хилл, США. В 1994—2012 годах профессор фармацевтического факультета и института исследования рака в Медицинском центре Университета Небраски, Омаха, США; директор первого в США университетского центра доставки лекарств и наномедицины, который основал в 2004 году. Профессор химического факультета МГУ имени М. В. Ломоносова с 2002 года. В 2010 году получил грант Правительства РФ и основал в МГУ лабораторию «Химический дизайн бионаноматериалов». Вошел в список самых влиятельных ученых мира (2014 Thompson Reuters Highly Cited Researcher) по версии Thomson Reuters (2014), назван одним из самых цитируемых ученых России (2016 Thompson Reuters Russian Highly Cited Researcher Award) в номинации «Науки о жизни» по версии Clarivate Analytics (2016).
Председатель экспертного совета Национальных институтов здоровья США по биоматериалам и биоповерхностям в 2006—2008 годах. Член Совета по науке Министерства образования и науки Российской Федерации с 2015 года. Член координационного комитета Международной ассоциации русскоговорящих учёных RASA c 2016 года, президент-элект Русско-Американской научной ассоциации RASA-USA с 2018 года. Председатель программного комитета 1-й и 2-й международной научной конференции «Наука будущего» в Санкт-Петербурге в 2014 году и Казани в 2016 году. Участвовал во встречах с Д. А. Медведевым 23 мая 2011 года, В. В. Путиным 19 сентября 2016 года, и С. А. Саргсяном 8 ноября 2017 года. Один из инициаторов Президентской программы поддержки ученых, предложенной получателями мегагрантов на встрече с Президентом России 19 сентября 2016 года и реализуемой Российским научным фондом. Главный редактор журнала Reviews and Advances in Chemistry (ReACh) с 2019 года.

## Общественная позиция
В феврале 2022 года подписал открытое письмо российских учёных и научных журналистов с осуждением вторжения России на Украину и призывом вывести российские войска с украинской территории.

## Научная деятельность
Основные работы, начатые в СССР и продолженные в США, положили начало использованию новых классов полимерных наноматериалов для доставки лекарств и нуклеиновых кислот в клетку и способствовали становлению наномедицины. В частности, впервые предложил использовать полимерные мицеллы для доставки лекарств в организме и создал первое лекарство на основе полимерных мицелл, испытанное в клинике. Одним из первых использовал комплексы ДНК с поликатионами для генетической модификации клеток. Современные работы в области применения полимерных наноматериалов, экзосом и макрофагов в качестве носителей различных терапевтических молекул для лечения рака, заболеваний мозга и решение других проблем биомедицины. Основал несколько фармацевтических компаний.

## Награды и премии
- премия Ленинского комсомола (1988) — за цикл работ «Физико-химическое исследование регуляции мембранных биокатализаторов и рецепторов»
- премия Карьера Национального научного фонда США (1995)
- мегагрант РФ (2010)
- номинация RUSNANOPRIZE 2016 в области Медицины, фармакологии и биотехнологии (2016)[20]
- премия Георгия Гамова (2017)[21]

Также отмечен высшими наградами университета Небраски, в котором работал:
- премия ORCA университета Небраски за выдающиеся научные и творческие достижения (2007)
- учёный лауреат медицинского центра университета Небраски (2009)

## Членство в академиях и научных обществах
- член Европейской академии (Academia Europaea) (2013)[22]
- действительный член (Fellow) Американского института медицинской и биологической инженерии (American Institute for Medical and Biological Engineering) (2014)[23].
- действительный член (Fellow) Национальной академии изобретателей США (National Academy of Inventors) (2017)[24]
- действительный член (Fellow) Общества контролируемой доставки (Controlled Release Society) (2018)[25]

## Интервью, выступления
- Александр Кабанов, Роальд Сагдеев «Конвергенция наук: Нужно ли сажать всех ученых под одну „крышу“?», — trv.science.ru, январь 2016 г.
- Александр Кабанов «Большие вызовы: Как перестать готовиться к прошлой войне?», — trv.science.ru, июнь 2017 г.
- Александр Кабанов; Наталия Демина «Научная диаспора России нужна?», — trv.science.ru, июль 2017 г.
- «Преодолевая барьеры. Химик Александр Кабанов — о своей работе на стыке наук и том, чем организация науки в России отличается от американской», — Crdk.ru, ноябрь 2017 г.
- Александр Кабанов: «Есть много ступеней наверх и их важно пройти», — sibforum.sfu-kras.ru, ноябрь 2017 г.
- Александр пишет прозу и стихи
- «Мнение»: член-корреспондент РАН Александр Кабанов о COVID-19 в США и мире

## Семья
Прадед — Кабанов, Николай Александрович, дед — Кабанов, Александр Николаевич.
Отец — академик В. А. Кабанов (1934—2006). Александр Кабанов написал повесть об отце, которая была опубликована в книге воспоминаний об академике В. А. Кабанове. Мать — балерина Большого театра А. А. Нерсесова.
Старшая дочь — поэт и сценарист Мария Кабанова.